# Ringier Axel Springer Schweiz
Ringier Axel Springer Schweiz AG wurde 2016 als Joint Venture der Verlagshäuser Ringier und Axel Springer gegründet. Das Joint Venture war das grösste Zeitschriftenhaus der Schweiz und produzierte bis zu 26 Titel mit insgesamt 460 Ausgaben pro Jahr. Ringier Axel Springer Schweiz hatte seinen Sitz in Zürich sowie Lausanne und beschäftigte bis zu 450 Mitarbeitende.
Am 28. November 2023 erfolgte das grüne Licht der Wettbewerbskommission zur Übernahme der Axel-Springer-Anteile durch die Ringier zu 100 Prozent. Im Zuge dieser Transaktion wurden die bisherigen Medientitel von Ringier Medien Schweiz und Blick unter dem Dach von Ringier Medien Schweiz vereint.

## Druckerzeugnisse
Ringier Axel Springer Schweiz verlegte zahlreiche Zeitungen und Zeitschriften, inklusive den zugehörigen digitalen Produkten (Newsplattformen, E-Magazines).

### Wirtschaftsmedien
- Bilanz
- Handelszeitung
- PME Magazin

### Romandie
- L’illustré
- TV8

### Beobachter-Gruppe
- Beobachter Magazin
- Beobachter Edition
- Beobachter Guider

### Publikumszeitschriften
- Schweizer Illustrierte
- Bilanz Homes
- Bolero
- Gault Millau – Channel
- GlücksPost
- GlücksPost Super-Rätsel
- Schweizer LandLiebe
- TELE
- TV Land & Lüt
- TV-Star
- TV4